# سیارک ۴۸۰۸
سیارک ۴۸۰۸ (به انگلیسی: 4808 Ballaero، نامگذاری:1925BA) چهار هزار و هشتصد و هشتمین سیارک کشف شده‌است که در ۲۱ ژانویه ۱۹۲۵ و در هایدلبرگ کشف شد.